# 1896 a tudományban
Az 1896. év a tudományban és a technikában.

## Fizika
- Henri Becquerel francia tudós fölfedezi az urán radioaktivitását, amiért 1903-ban megkapja a fizikai Nobel-díjat[1]

## Születések
- február 2. – Kazimierz Kuratowski lengyel matematikus, a halmazelméleti topológia nemzetközileg elismert, kiemelkedő alakja, a Magyar Tudományos Akadémia külső tagja († 1980)
- március 29. – Wilhelm Ackermann német matematikus († 1962)
- április 27. – Wallace Carothers amerikai vegyész († 1937)
- június 7. – Robert Mulliken kémiai Nobel-díjas amerikai kémikus és fizikus († 1986)
- augusztus 15. – Gerty Cori orvostudományi Nobel-díjas (Bernardo Houssay-val és férjével megosztva) cseh-amerikai biokémikus († 1957)
- december 5. – Carl Ferdinand Cori orvostudományi Nobel-díjas (Bernardo Houssay-val és feleségével megosztva) osztrák-amerikai biokémikus († 1984)
- december 27. – Kabay János, a morfiumot közvetlenül mákból előállító eljárás feltalálója, a magyarországi morfingyártás atyja, az Alkaloida Vegyészeti Gyár alapítója[2] († 1936)

## Halálozások
- július 13. – Friedrich August Kekulé német vegyész (* 1829)
- augusztus 1. – William Robert Grove elektrokémia, a tüzelőanyag-elemek „atyja” (* 1811)
- augusztus 10. – Otto Lilienthal német repülőgép-mérnök, feltaláló, pilóta (* 1848)
- szeptember 18. – Hippolyte Fizeau (Armand Hippolyte Louis Fizeau) francia fizikus, csillagász. „Elsőként tudta valóban pontos, földi, laboratóriumi méréssel meghatározni a fény sebességét.” (* 1819)
- november 18. – Hazslinszky Frigyes Ákos magyar botanikus. Életműve úttörő jelentőségű a magyarországi moszatok, gombák, zuzmók és mohák feltárásában, leírásában és növénytani feldolgozásában (* 1818)
- december 10. – Alfred Nobel svéd kémikus, feltaláló, fegyvergyáros, a róla elnevezett díj megalapítója (* 1833)